# Glee: The Music, Volume 6
Glee: The Music, Volume 6 es el octavo álbum de banda sonora del reparto de la serie de televisión musical estadounidense Glee, publicado el 23 de mayo de 2011 a través de Twentieth Century Fox Film Corporation y Columbia Records. El álbum sirve como el sexto y último lanzamiento de la serie segunda temporada, y contiene tres temas originales incluyendo «Light Up the World», que fue coescrito por el compositor sueco Max Martin. Todas sus dieciocho canciones han sido publicadas como sencillos, disponibles para descarga digital.

## Antecedentes
Anunciado el 3 de mayo de 2011, Glee: The Music, Volume 6 es el lanzamiento final de la segunda temporada de Glee, con música desde el episodio "A Night of Neglect" hasta el final de la temporada.  Los tres últimos temas del álbum— "As Long As You're There", "Pretending", y "Light Up the World"—son canciones originales. "As Long As You're There" es interpretada por la estrella invitada Charice y "Light Up the World" fue coescrita con el compositor sueco Max Martin, quien previamente había ayudado a escribir "Loser Like Me", otra canción para la serie. Las estrellas invitadas recurrentes Gwyneth Paltrow, Kristin Chenoweth y Jonathan Groff aparecen como artistas destacados en el álbum. Glee: The Music, Volume 6 salió a la venta el 23 de mayo de 2011. "Light Up the World" se estrenó a través de la página web de Ryan Seacrest el 10 de mayo de 2011.

## Recepción Crítica
Andrew Leahey, de AllMusic, calificó el álbum con tres estrellas y media de cinco posibles y escribió que "realza el lado creativo de la serie". Citó "I Feel Pretty / Unpretty" como "uno de los homenajes más bonitos de la serie a la autoaceptación", y también elogió la versión de Chenoweth y Matthew Morrison de "Dreams" de Fleetwood Mac. Leahey señaló que "la segunda mitad del álbum no está tan bien como la primera", pero añadió que el disco era mejor "que algunos de sus predecesores". Criticó la inclusión de una "deslucida versión de 'Dancing Queen{'"}} cuando había "mejores canciones que no pasaron el corte".
Muchas de las canciones del álbum recibieron críticas positivas cuando aparecieron en el programa. Meghan Brown, de The Atlantic, escribió que "As If We Never Said Goodbye", cantada por Chris Colfer, era "absolutamente impresionante en todos los sentidos imaginables". John Kubicek de BuddyTV calificó "Rolling in the Deep" cantada por Groff y Lea Michele como "una de las mejores interpretaciones vocales que ha visto este programa".  Erica Futterman de Rolling Stone calificó la actuación de "ganadora llena de pasión", aunque detectó "algo de sobrecanto". Otras canciones no fueron tan bien recibidas, incluida la interpretación de Paltrow de "Turning Tables" de Adele. Futterman dijo que a la voz "le faltaba la textura que hacía que la versión de Adele fuera tan desgarradora", y Aly Semigran, de MTV, escribió que aunque Paltrow es "una cantante bastante agradable", "no tiene en absoluto las agallas" que requiere la canción.
Glee: The Music, Volume 6 debutó en el número cuatro de la lista estadounidense ”'Billboard'“ 200 y en el número uno de la lista de bandas sonoras de Billboard. Soundtracks chart, vendiendo 80.000 copias en su primera semana, lo que le otorga la segunda cifra de ventas de estreno más baja para un lanzamiento de Glee después de las 48.000 copias vendidas por extended play Glee: The Music, The Rocky Horror Glee Show. Vendió 25.000 copias en su segunda semana, y se mantuvo en el primer puesto de la lista de bandas sonoras durante tres semanas consecutivas.

## Sencillos
Todas las canciones del álbum se han publicado como sencillos, disponibles para descarga digital. La versión de Glee de la canción de Adele "Turning Tables", interpretada por Paltrow, se ha colocado en el número sesenta y seis de la lista Canadian Hot 100 y de la lista estadounidense Billboard' Hot 100. El single vendió 47.000 copias en su primera semana en Estados Unidos.  Un mash-up de "I Feel Pretty" del musical West Side Story y "Unpretty" de TLC alcanzó el número veintidós en el Billboard Hot 100 y también se convirtió en un éxito entre los cuarenta primeros en Canadá, Irlanda y el Reino Unido. Vendiendo 112.000 copias en Estados Unidos, su aparición marcó la primera vez que "I Feel Pretty" entró en la lista Hot 100.

## Lista de Canciones
| N.º | Título                                     | Escritor(es)                                                                                          | Versión                             | Duración |  |
| 1.  | «Turning Tables» (con Gwyneth Paltrow)     | Adele Adkins, Ryan Tedder                                                                             | Adele                               | 4:06     |  |
| 2.  | «I Feel Pretty / Unpretty»                 | Leonard Bernstein, Stephen Sondheim / Corey Glover, Michael Cirincione, Dallas Austin, Tionne Watkins | West Side Story / TLC               | 3:59     |  |
| 3.  | «As If We Never Said Goodbye»              | Don Black, Christopher Hampton, Andrew Lloyd Webber                                                   | Sunset Boulevard                    | 4:54     |  |
| 4.  | «Born This Way»                            | Stefani Germanotta, Jeppe Laursen, Paul Blair, Fernando Garibay                                       | Lady Gaga                           | 4:06     |  |
| 5.  | «Dreams» (con Kristin Chenoweth)           | Stevie Nicks                                                                                          | Fleetwood Mac                       | 4:16     |  |
| 6.  | «Songbird»                                 | Christine McVie                                                                                       | Fleetwood Mac                       | 3:18     |  |
| 7.  | «Go Your Own Way»                          | Lindsey Buckingham                                                                                    | Fleetwood Mac                       | 3:41     |  |
| 8.  | «Don't Stop»                               | McVie                                                                                                 | Fleetwood Mac                       | 3:17     |  |
| 9.  | «Rolling in the Deep» (con Jonathan Groff) | Adkins, Paul Epworth                                                                                  | Adele                               | 3:24     |  |
| 10. | «Isn't She Lovely»                         | Stevie Wonder                                                                                         | Stevie Wonder                       | 1:38     |  |
| 11. | «Dancing Queen»                            | Benny Andersson, Björn Ulvaeus, Stig Anderson                                                         | ABBA                                | 3:39     |  |
| 12. | «Try a Little Tenderness»                  | Irving King, Harry M. Woods                                                                           | Otis Redding                        | 4:01     |  |
| 13. | «My Man»                                   | Jacques Charles, Channing Pollack, Albert Willemetz, Maurice Yvain                                    | Funny Girl                          | 2:15     |  |
| 14. | «Pure Imagination»                         | Leslie Bricusse, Anthony Newley                                                                       | Willy Wonka & the Chocolate Factory | 3:18     |  |
| 15. | «Bella Notte»                              | Peggy Lee, Sonny Burke                                                                                | Lady and the Tramp                  | 2:31     |  |
| 16. | «As Long as You're There» (con Charice)    | Adam Anders, Peer Åström, Claude Kelly                                                                | Composición original                | 4:16     |  |
| 17. | «Pretending»                               | Anders, Åström, Shelly Peiken                                                                         | Composición original                | 3:57     |  |
| 18. | «Light Up the World»                       | Anders, Åström, Max Martin, Shellback, Savan Kotecha                                                  | Composición original                | 3:43     |  |

| Japanese bonus tracks |                                                             |                 |          |  |
| N.º                   | Título                                                      | Version covered | Duración |  |
| 19.                   | «Ain't No Way» (con Amber Riley)                            | Aretha Franklin | 3:52     |  |
| 20.                   | «Friday» (con Mark Salling, Kevin McHale, Chord Overstreet) | Rebecca Black   | 3:32     |  |

Fuente:

## Posicionamiento en Lista

### Semanal
| Grafica (2011)                     | Pico de posición |
| ---------------------------------- | ---------------- |
| Australia (ARIA)                   | 3                |
| Bélgica (Ultratop valona)          | 89               |
| Canadá (Billboard Canadian Albums) | 4                |
| Países Bajos (Album Top 100)       | 83               |
| Francia (SNEP)                     | 119              |
| Irlanda (IRMA)                     | 4                |
| México (AMPROFON)                  | 49               |
| Nueva Zelanda (Recorded Music NZ)  | 3                |
| Escocia (Scottish Albums Chart)    | 6                |
| Reino Unido (UK Albums Chart)      | 6                |
| Estados Unidos (Billboard 200)     | 4                |
| Estados Unidos (Soundtrack Albums) | 1                |

### Fin de año
| Grafica (2011)                                  | Posición |
| ----------------------------------------------- | -------- |
| Australia (ARIA)                                | 89       |
| Reino Unido (OCC)                               | 179      |
| Estados Unidos US Soundtrack Albums (Billboard) | 12       |

### Certificaciones
| País      | Certificación |
| --------- | ------------- |
| Australia | Oro           |

## Lanzamientos
| País           | Lanzamiento           | Formato(s)           |
| -------------- | --------------------- | -------------------- |
| Canadá         | 23 de mayo de 2011    | CD, descarga digital |
| Estados Unidos | 23 de mayo de 2011    | CD, descarga digital |
| Australia      | 27 de mayo de 2011    | Descarga digital     |
| Irlanda        | 27 de mayo de 2011    | Descarga digital     |
| Nueva Zelanda  | 30 de mayo de 2011    | Descarga digital     |
| Reino Unido    | 6 de junio de 2011    | Descarga digital     |
| Italia         | 25 de octubre de 2011 | CD, descarga digital |